# Brianna McNeal
Brianna McNeal (* 18. August 1991 in Miami als Brianna Rollins) ist eine US-amerikanische Leichtathletin, die sich auf den 100-Meter-Hürdenlauf spezialisiert hat und zurzeit gesperrt ist.
Bei den US-amerikanischen Ausscheidungswettkämpfen 2013 verbesserte sie mit einer Zeit von 12,26 s den knapp 13 Jahre alten Landesrekord von Gail Devers um sieben Hundertstelsekunden. Gleichermaßen bedeutete dies die drittschnellste jemals gelaufene Zeit im 100-Meter-Hürdenlauf und brachte ihr den Favoritenstatus für die Weltmeisterschaften 2013 in Moskau ein. Dort konnte Rollins die Erwartungen erfüllen und siegte im Finale mit einer Zeit von 12,44 s vor der Titelverteidigerin Sally Pearson (AUS) und Tiffany Porter (GBR).
Auch bei den Olympischen Spielen 2016 in Rio de Janeiro gewann Rollins mit einer Zeit von 12,48 s die Goldmedaille vor ihren US-amerikanischen Teamkolleginnen Nia Ali und Kristi Castlin.

## Dopingsperre
Zwischen April 2016 und September 2016 stand Rollins dreimal nicht für Dopingkontrollen zur Verfügung, weil ihre Aufenthaltsorte nicht den Angaben entsprachen. Sie wurde deswegen auf Grundlage von Art. 2.4 des Welt-Anti-Doping-Codes und Art. 32.2 (d) der IAAF-Competition-Rules im April 2017 rückwirkend ab dem 19. Dezember 2016 für ein Jahr gesperrt, wobei die zwischen ihr und der United States Anti-Doping Agency vermittelnden Schiedsrichter der American Arbitration Association betonten, dass sie des Konsums von verbotenen Substanzen weder beschuldigt noch verdächtigt werde, und der Ermessensspielraum bezüglich der Strafhöhe durch Festsetzung auf das Mindestmaß ausgeübt wurde. Sie habe im selben Jahr jeweils acht Dopingkontrollen bei und außerhalb von Wettkämpfen absolviert, insbesondere unmittelbar nach den verpassten Terminen, ohne sich etwas zu Schulden kommen lassen. Auch eine Absicht hinsichtlich der Vermeidung der Dopingkontrollen wurde ihr nicht vorgeworfen.
Ihr erstes Rennen nach der Sperre absolvierte sie am 10. März 2018 in Northridge. Ihr Comeback auf internationaler Bühne gab sie im Mai beim Diamond League Meeting in Doha, wo sie mit 12,58 s Zweite wurde, und siegte bei vier weiteren Diamond League Meetings.

## Erneute Dopingsperre
Von der Athletics Integrity Unit (AIU), der unabhängigen Integritätskommission des Weltleichtathletikverbandes World Athletics (ehem. IAAF), wurde McNeal am 13. Januar 2021 vorläufig suspendiert, ehe sie am 21. April für fünf Jahre gesperrt wurde. Ihr wurde ein Verstoß gegen Artikel 2.5 des Welt-Anti-Doping-Codes in Form von unzulässiger Einflussnahme auf irgendeinen Teil des Dopingkontrollverfahrens zur Last gelegt.
Hintergrund war eine Dopingkontrolle, die am 12. Januar 2020 bei McNeal zu Hause durchgeführt werden sollte, wobei diese weder auf Haustürklingeln noch auf Anrufe reagierte. Zwei Tage zuvor hatte McNeal in einem Krankenhaus eine Abtreibung vornehmen lassen. Nach späterer eigener Aussage habe sie sich am 12. Januar in ihrer Wohnung befunden, sei aber, so trug sie im Verfahren gegenüber der AIU vor, zur Zeit der angesetzten Dopingkontrolle – auch aufgrund medikamentöser Behandlung – weder physisch noch psychisch in guter Verfassung gewesen. Um ihre Aussage zu stützen, legte sie Unterlagen des Krankenhauses vor, die ihre Behandlung belegen sollten, bei denen sie jedoch das Datum des Eingriffs vom 10. auf den 11. Januar geändert hatte. Sie gab an, geglaubt zu haben, dies sei das korrekte Datum des Eingriffs gewesen. Dieses Verfälschen von Urkunden wurde als unzulässige Einflussnahme auf das Dopingkontrollverfahren eingestuft.
Gegen diese Entscheidung legte McNeal beim Internationalen Sportgerichtshof (CAS) Einspruch ein. Dieser wurde Anfang Juli 2021 zurückgewiesen, wodurch die fünfjährige Sperre, beginnend ab dem 15. August 2020, wirksam wurde. Ihre Teilnahme an den Olympic Trials im Juni 2021 und dortige Qualifikation für die Olympischen Spiele in Tokio während des schwebenden Verfahrens vor dem CAS wurde damit hinfällig.

## Trivia
Seit 2017 ist sie mit Bryce McNeal verheiratet, dessen Namen sie annahm.